# Wim Bos Verschuur

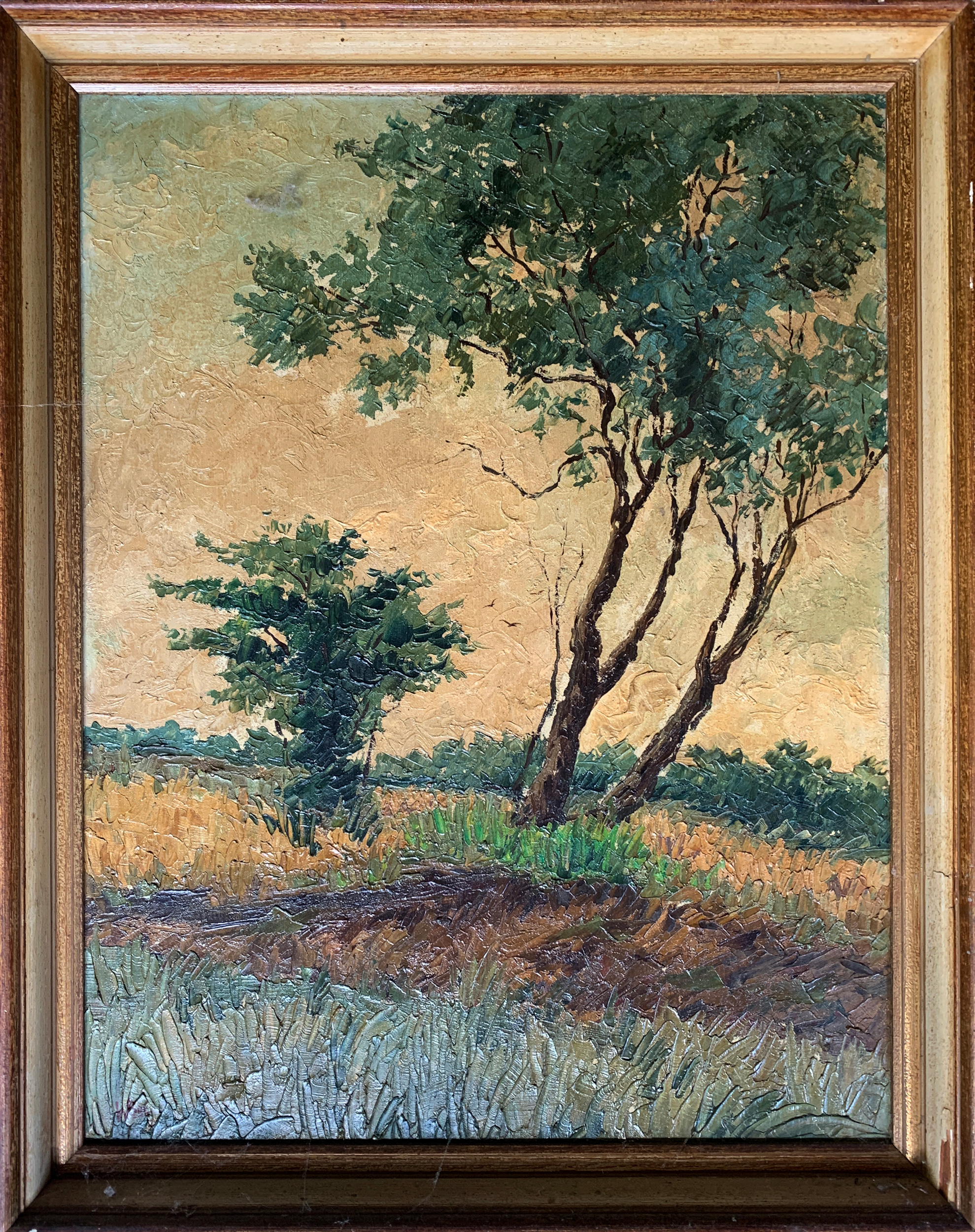
Collectie: Kenneth Beeker

Bernard Willem Hendrik (Wim) Bos Verschuur (Paramaribo, 23 mei 1904 – aldaar, 4 januari 1985) was een Surinaamse politicus, schrijver en kunstenaar.

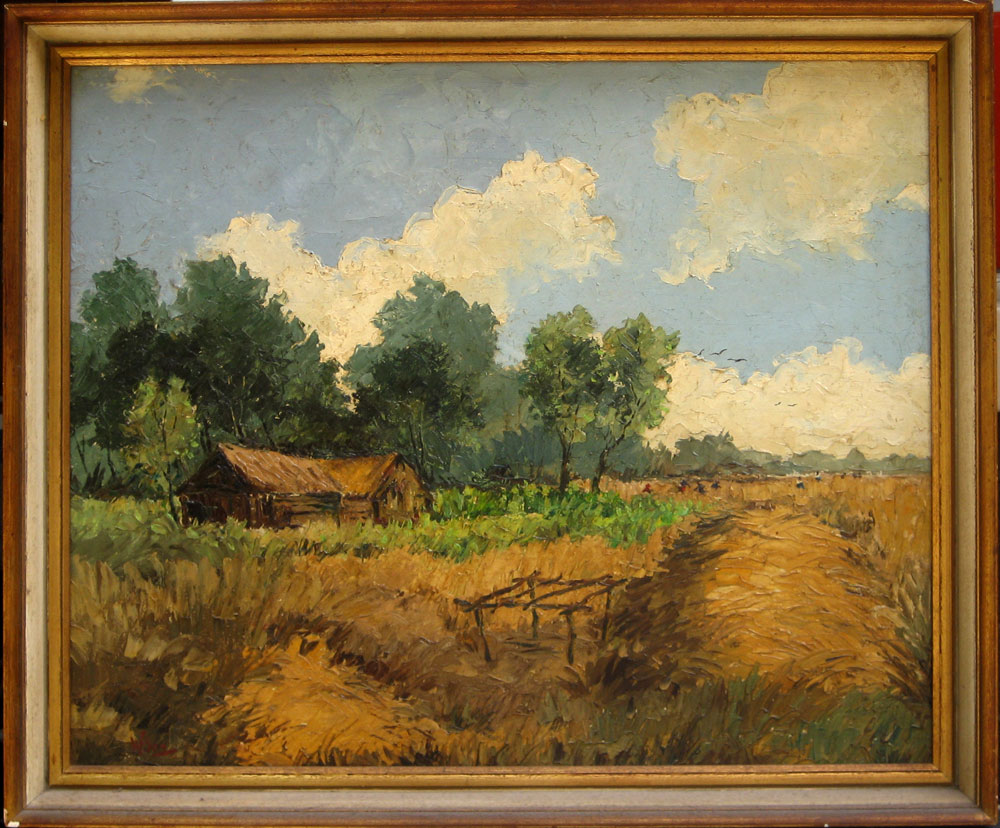

## Leven
Wim Bos Verschuur werd geboren als 'gjeer-gjeer-ningre' (gelige neger), zoals hij zichzelf noemde. Zijn grootvader van vaderszijde, Dirk Johannes Verschuur (1844-1886), was een Nederlandse kapitein-ter-zee, die eigenaar werd van verschillende plantages. Zijn moeder, Helouise Johanna Christina Tjon Akien (1876-1976), bezat een kokosplantage in Coronie. Wim was het tweede van drie kinderen in een Nederlands-hervormd apothekersgezin. Hij kreeg les van tekenleraar J. Booms en van kunstschilder John Pandellis, ging naar de Hendrikschool (MULO), volgde een machinistenopleiding. Op 2 september 1929 kwam hij samen met Leo Glans in Nederland aan waar hij tot 1933 studeerde aan het Amsterdamse Rijksinstituut tot Opleiding van Teekenleraren. In 1930 haalde hij het examen handtekenen LO en in augustus 1933 behaalde hij zijn akte MO-tekenen. In die periode ging hij om met Indonesische nationalisten als Hatta en Sjahrir.
In 1933 keerde hij terug naar zijn geboorteland en werd tekenleraar; tevens had hij een fabriek waar meubelen werden vervaardigd die hij zelf ontwierp. Verder was hij maatschappelijk actief als voorzitter van de Surinaamse Arbeiders Federatie en de Surinaamse Arbeiders Centrale en als een van de leidende figuren van de Unie Suriname. Bij de verkiezingen in 1942 werd hij verkozen als lid van de Staten van Suriname. Hij zette zich in deze tijd in om het Duits als verplicht onderwijsvak te vervangen door het Spaans. Nadat een volkspetitie was georganiseerd tegen gouverneur Kielstra liet hij op 30 juli 1943 Bos Verschuur interneren in Copieweg als waarschuwing aan de creoolse oppositie dat zij te ver ging in haar gezagsondermijning. Als gevolg van die internering kwam ook zijn Statenlidmaatschap te vervallen. Omdat Kielstra geen verklaring wilde afleggen over de internering besloten, met uitzondering van Albert Calor die in het buitenland was, alle overige gekozen leden van de Staten van Suriname af te treden. Bij de daarop volgende verkiezingen werden alle afgetreden leden herkozen. J.A. de Miranda, die zich kandidaat gesteld had met de toezegging af te treden bij de vrijlating van Bos Verschuur, werd eveneens verkozen. Omdat het Koloniaal Bestuur hem ook weer niet wilde laten uitgroeien tot een martelaar voor de rechten van het volk, werd hij op 27 oktober 1944 weer op vrije voeten gesteld. Op verzoek van Bos Verschuur stapte De Miranda niet meteen op maar deed dat twee maanden later. Bij de daaropvolgende tussentijdse verkiezingen werd Bos Verschuur begin 1945 herkozen tot Statenlid.
Ook na de oorlog bleef hij maatschappelijk actief. Bij de verkiezingen in 1949 werd hij, ditmaal als kandidaat van de in 1946 opgerichte Nationale Partij Suriname (NPS), als Statenlid herkozen. Tijdens de Hospitaalkwestie die in 1950 speelde, behoorde hij tot de groep rond Gerard van der Schroeff die zich binnen de NPS verzette tegen de motie van wantrouwen tegen Lou Lichtveld; toenmalig landsminister van Onderwijs en Volksgezondheid (later bekend als schrijver onder het pseudoniem Albert Helman). Toen Lichtveld mede door de eigen NPS-fractie zijn functie moest neerleggen zegde Bos Verschuur zijn partijlidmaatschap op. Uiteindelijk leidde de Hospitaalkwestie tot de val van het kabinet en vervroegde verkiezingen in 1951.
In 1946 was Bos Verschuur medeoprichter van de vereniging Spes Patriae en in 1952 oprichter van de Partij Suriname, die in het politieke leven maar een beperkte rol zou spelen. Op de verkiezingen van 1955 na, waarin het als onderdeel van de Eenheidsfront deelnam die 13 van de 21 zetels won. Van die 13 werden er 3 zetels toegekend aan de Partij Suriname en in het kabinet-Ferrier dat gevormd werd na die verkiezingen zaten twee ministers van de Partij Suriname. Daarnaast vonden de vaderlandslievende activiteiten van Bos Verschuur weerklank bij de nationalistische politicus Eddy Bruma.
Bos Verschuur was uitgever van het wekelijks verschijnende Waakt (Oen Wiekie), dat, gedrukt bij O.C. Marcus, vier maanden in 1950 uitkwam. Het blaadje werd opgezet uit verontrusting over het mogelijk overslaan van de raciale onrust in Brits-Guyana. De eerste artikelen waren van de hand van Bos Verschuur zelf, W. Lionarons (tevens hoofdredacteur) en O. Wong. Als inlegblad van Waakt verscheen De zweep, een particulier orgaan van Bos Verschuur, gedrukt bij Eben Haëzer. Ook uit De zweep sprak zijn sociale bewogenheid. Die zou hem nooit verlaten: hij bleef pamfletten maken die hij Signalen noemde. Nog in 1967 schreef hij in opdracht van het Comité voor Werkzoekenden in Suriname de brochure Hoor, zie en denk. Verder is hij lid geweest van de Raad van Advies wat qua functie vergelijkbaar is met de Raad van State in Nederland.

## Geschriften
Schrijver en journalist Johan van de Walle karakteriseerde Wim Bos Verschuur als 'de eerste links georiënteerde romanticus' van Suriname. Hij beschikte over een groot rechtvaardigheidsgevoel, een sterk meeleven met het Surinaamse volk en een bijzondere innemendheid. Hij bewonderde figuren als Domela Nieuwenhuis en Henri Polak en stond in zijn sociaaldemocratische ideeën dicht bij Grace Schneiders-Howard, het eerste vrouwelijke lid van de Surinaamse Staten. Maar hij was minder een ideoloog dan een activist en redenaar. Zijn engagement droeg hij ook uit in een aantal sociaal-realistische toneelstukken, het eerste geschreven midden in de crisistijd.
Op 12 mei 1936 speelde het toneelgenootschap Thalia zijn toneelspel in drie bedrijven Woeker. Het stuk brengt een jongeman ten tonele die bij een geldschieter om uitstel van betaling komt vragen voor zijn zieke vader, een meubelmaker. Als het uitstel niet verleend wordt, gaat de man steeds nieuwe schulden aan en ten slotte verduistert hij gelden die hem in voorschot zijn afgestaan, en moet hij voorkomen. "In een prachtige apologie vraagt de verdediger om clementie voor zijn cliënt, een dief geworden onder de martelende mokerslagen van de woeker." Het door hem samen met zijn leerling Johnny Lobato ontworpen decor met lichteffecten en slagschaduwen schijnt de suggestiviteit van het stuk te hebben versterkt. De besprekingen waren gematigd positief: als dramatisch geheel werd het stuk niet geweldig sterk geacht, maar de aankomende schrijver werd aangemoedigd en natuurlijk werd hij geprezen om het onderwerp in een tijd waarin een woekeraar niet aarzelde twintig percent rente per maand te berekenen. Een concrete oplossing voor de maatschappelijke problematiek die hij in Woeker had laten zien, zou Bos Verschuur in 1947 aandragen, toen hij aan de wieg stond van de Surinaamse Volkscredietbank".
Het sociaal-realisme in het toneel zou na de oorlog door Sophie Redmond worden voortgezet, en na haar dood opnieuw door Bos Verschuur. In 1954 werd opgevoerd Kjépotie nomo! No poeroe dede na watra/ Och erm! Haal de dode niet uit het water (met praten alleen kom je er niet!), een toneelstuk in het Nederlands en Sranan. Een ander tendensstuk was Ai, kaka e kies' tiefie [Ja, de haan krijgt tanden]. Het stuk behandelde de wantoestanden in de Surinaamse strafgevangenissen en vond al vóór zijn première op 29 juli 1959 zoveel maatschappelijke weerklank, dat er onmiddellijk maatregelen ter verbetering van de situatie werden getroffen, reden waarom Bos Verschuur de eerder aangekondigde titel van het stuk, Te kaka e kies' tiefie [Als de haan tanden krijgt], had laten vallen. De pers had wat moeite met de rauwe taal, maar verder niets dan lof voor het stuk dat volgens De West "een aaneenschakeling van bont gekleurde soms in felle tinten geschreven taferelen" bood. Het stuk had zoveel succes dat het ook als hoorspel werd uitgezonden.
Bos Verschuur schreef het filmscript De keerzijde van de medaille (1947) dat aan de basis lag van de gelijknamige film over Suriname, die gemaakt werd bij het bezoek van een Nederlandse parlementaire delegatie. Verder staan op zijn naam het hoorspel Het water komt (1953) over de Nederlandse watersnoodramp, het stuk Wij hebben een zoon verloren (z.j.), verzen en aanzetten tot verhalen. In de nalatenschap bevinden zich voorts drie omvangrijke typoscripten: Het vergeten land, geschreven onder de naam Soll. Bwemi, gedateerd 1932-1942; een boek over reïncarnatie: De laatste droom van Sheddy Autahar, geschreven onder de naam Marcel Colloman, uit 1944; en Kolonialle stat [sic], ongedateerd. Ter gelegenheid van het zeventig jarig bestaan van het Surinaams Museum in 2017 werd Het vergeten land in druk uitgegeven in de serie Libri Musei Surinamensis.
De andere twee typoscripten van Wim Bos Verschuur zijn nooit in druk verschenen.
Wim Bos Verschuur was zelf ook een zeer verdienstelijk kunstschilder. Hij schilderde diverse schilderijen met een impasto techniek. Op de werken die nog bestaan is te zien dat hij deze techniek uitstekend beheerste. Helaas zijn de meeste werken, voor zover bekend  verloren gegaan. Het schilderij "Rijst Witie Boiti" geschilderd op Plantage De Goede Verwachting, is geëxposeerd in Het Stedelijk Museum Amsterdam. 